# Mezőladány
Mezőladány is een plaats (község) en gemeente in het Hongaarse comitaat Szabolcs-Szatmár-Bereg. Mezőladány telt 1024 inwoners (2001).